# Is was, Kanzler?
Is was, Kanzler? ist eine 1984 veröffentlichte, deutsche Filmsatire mit Tommi Piper, Constanze Engelbrecht, Günter Lamprecht in den Hauptrollen sowie einer Fülle von prominenten deutschen Kabarettisten in Gastauftritten.

## Handlung
Deutschland, Ende September 1982. Die Spitzenvertreter von CDU/CSU und der FDP haben sich zu einer konspirativen Sitzung getroffen, um den Sturz des SPD-Bundeskanzlers Helmut Schmidt vorzubereiten. Als neuer Kanzler will Helmut Kohl in die Fußstapfen Konrad Adenauers – CSU-Chef Franz Josef Strauß aus dem Off: „Jetzt wird er größenwahnsinnig“ – treten und eine politische Wende einleiten. Was niemand weiß: Die Verbündeten hören heimlich mit, denn die USA, vertreten durch einen Abhörspezialisten der CIA, wollen natürlich als Erste wissen, wohin die Reise mit der neuen Bundesregierung gehen wird.
Derweil fordert man vom BKA in Wiesbaden einen jungen, alerten Mann an, der einen Schlag bei Frauen hat. Sie finden ihn in Erwin Reinke. Seine Zielobjekte sind die beiden Deutschen Rosi Heller, eine Sekretärin bei der Union, und die Fremdsprachenkorrespondentin Vera Hattenhofer. Beide sind in ihrem „Zweitjob“ als Zuträgerinnen für die Amerikaner tätig. Reinkes Chef, den er stets spöttisch „mein Führer“ nennt und der sich eine Tarnung als Betreiber einer Pornoklitsche zugelegt hat, will, dass Erwin den beiden Frauen nachspürt. Vera und Rosi sollen nämlich eine Videokassette mit politisch brisantem Material gestohlen und an die CIA weitergeleitet haben.
Zur selben Zeit findet eine Tagung in Washington statt. Dort werden die beiden sonnenbebrillten „Blues Brothers“ Ehrlichmann und Igelburger zu einer ultrageheimen Mission nach Deutschland geschickt. Kaum angekommen, nehmen die beiden Kontakt mit der Konfidentin Rosemarie Heller auf. Als diese in einen Zug einsteigt, springt auch Reinke im letzten Moment hinein und beginnt sofort mit der attraktiven Blondine zu flirten. Später landen beide im Bett – und werden prompt von Ehrlichmann abgehört.
Bald darauf wird Reinke zu einem Mord gerufen: Ein Toter ist in einem Bonner Swimmingpool gefunden worden – ausgerechnet im Pool von Bodo Hillermann, dem persönlichen Berater und Referenten des zukünftigen Bundeskanzlers. Der Mann hat verteufelt viel Ähnlichkeit mit dem neuen Regierungschef Kohl. Wer aber wird dann gerade im Bundestag als neuer Kanzler vereidigt? Reinke verfolgt Hillermann bis in den Bundestag und wird im dortigen Toilettenraum Zeuge einer geheimen Geldübergabe zwischen zwei Leuten auf dem stillen Örtchen. Dann verschwindet auch noch Rosi Heller, in die sich Reinke in der Zwischenzeit verliebt hat. Daraufhin nimmt er ihre Kollegin Vera Hattenhofer ins Gebet.
Die Situation wird immer verfahrener. Ist Rosi Heller womöglich schon tot, weil sie die Videokassette stahl, an die Amerikaner weiterleitete und generell zu viel wusste? Wurden die wichtigsten Politiker in Bonn längst beseitigt und gegen USA-freundliche Doubles ausgetauscht? Und wer steckt hinter diesem gigantischen Täuschungsmanöver? Als Reinke plötzlich Rosi Heller putzmunter wieder sieht, versucht sie, vor ihm zu fliehen. Sie hat die lang gesuchte VHS-Kassette bei sich. Rosemarie erklärt Erwin, dass die Amerikaner sie umbringen wollten und dass Erwins Boss, der sie gleichfalls beseitigen wolle, auch ihr Chef ist. Außerdem habe der sie dazu angestiftet, das gesuchte Video zu stehlen. Während sich die beiden auf dem Dach der CDU-Parteizentrale streiten, schießt ein Profikiller von dem gegenüberliegenden Dach auf sie, verfehlt aber beide. Rosi flieht, und Reinke entkommt gleichfalls. Er findet bei Vera Unterschlupf und erzählt ihr von seinen Vermutungen. Die bestätigt, dass im Rahmen einer von den Amerikanern ausgedachten „Aktion Marionette“ die wichtigsten deutschen Politiker gegen Doubles ausgetauscht wurden.
Reinke will nun endlich wissen, was auf dem Video zu sehen ist, und spielt es in Veras VHS-Gerät ab. Dort sind tumultartige Szenen während der CDU/CSU-Besprechungen zu sehen und zu hören, und man nimmt wahr, wie Kohl überwältigt wird, damit man ihn austauschen kann. Plötzlich verspürt Reinke einen Schlag auf den Kopf und fällt zu Boden. Sein eigener Chef hat ihn niedergestreckt und flieht mit Vera und der Kassette zu einem wartenden Hubschrauber. Dort aber haben sich bereits die CIA-Agenten Igelburger und Ehrlichman eingefunden und verlangen die Herausgabe der Kassette. Erst dann dürfe sich der BKA-Chef mitsamt Vera Hattenhofer absetzen. Schließlich überreicht Vera den beiden Amis, die ihnen sagen, dass die Idee eines Politiker-Austauschs ursprünglich von den Sowjets stammen würde, die begehrte Kassette. Dann gesteht „mein Führer“, dass Hillermann hinter der ganzen Angelegenheit stecke, da er die Doubles ausgebildet habe. Als die beiden Amerikaner Hillermann mit vorgehaltener Waffe stellen, verwirrt er die beiden CIA-Leute, indem er behauptet, dass keiner der beiden sicher sein könne, auch tatsächlich derjenige zu sein, der zu sein er vorgibt. Vielleicht, so Hillermann, seien beide ja auch längst ausgetauscht worden. So mit Misstrauen gefüttert, zielen die beiden mit ihren Revolvern aufeinander. Es ertönen zwei Schüsse …
… und Reinke fällt aus dem Bett in einem Zimmer, in dem sich auch Rosemarie Heller aufhält. Man liest in der Zeitung, dass Hillermann mit Vera in einem kleinen Flugzeug abgestürzt sei, doch Rosemarie ist sich sicher, dass es sich garantiert wieder um eine von Hillermanns Finten handelt, um mit seiner Geliebten für immer abzutauchen. Rosi und Erwin küssen sich, doch dann dreht Rosi seinen Körper zum Fenster hin und nimmt Abstand zu ihm. Ein Unbekannter hat Reinke aus einem gegenüber liegenden Gebäude bereits im Fadenkreuz.

## Produktionsnotizen
Is was, Kanzler? entstand Mitte 1983 u. a. in Bonn und wurde am 16. März 1984 uraufgeführt. Die Fernsehpremiere fiel auf den 15. Oktober 1994.
Eine Fülle von Vertretern der bundesdeutschen Kabarettszene gab sich bei dieser frühzeitigen filmischen Abrechnung mit Kohls und Genschers politischer Wende rückwärts ein Stelldichein. So absolvieren Dieter Hildebrandt, Lore Lorentz, Rainer Basedow und Dieter Hallervorden Gastauftritte. Alt-Spötter Wolfgang Neuss, der sich bereits zu Beginn der Kohl-Ära (1982/83) fatal an die Adenauer-Zeit erinnert fühlte – „Da sind sie ja wieder, die 50er Jahre!“ – gab, ausstaffiert mit einer blonden Perücke, eine kurze, skurrile Performance als SPD-Bundestagsvizepräsidentin Annemarie Renger.
Die Filmbauten entwarf Norbert Scherer. Ute Ehmke hatte die Produktionsleitung, Hans H. Kaden die Herstellungsleitung. Kaspar Heidelbach war Regieassistent. Die beiden Schauspieler Günter Lamprecht und Claudia Amm, die hier Reinkes Chef und dessen Geliebte Vera spielen, sind auch im wahren Leben ein Paar. Konstantin Wecker singt in der Tradition eines Moritatensängers in mehreren Szenen das Lied Für alles im Leben muss man bezahlen, nach einem Text von Jochen Busse. Dieter Hallervorden hat mehrere kurze Auftritte mit dem Chanson Ich glaube wirklich jeden Mist, bloß nicht dass Birne Kanzler ist, nach Text und Musik von ihm und Kai Rautenberg.
Es gibt eine Reihe von Anspielungen auf Gegebenheiten und Ereignisse, die die Entstehungszeit, aber auch die Politik der Jahre unmittelbar davor widerspiegeln. So heißen die beiden CIA-Agenten, die wie eine Karikatur der beiden Blues Brothers im gleichnamigen Film gekleidet sind, Ehrlichmann und Igelburger – versteckte Anspielungen auf den in den Watergate-Skandal (1974) verwickelten Politprofi John Ehrlichman und auf Lawrence Eagleburger, der in mehreren US-Regierungen bis zur Drehzeit 1983 eine Reihe von wichtigen Funktionen innehatte.

## Kritiken
„An komischen Einfällen arme Komödie um den Bonner Regierungswechsel im Oktober 1982. Satire, Nummernkabarett, Groteske und Ähnliches – eine Mischung aus zumeist blinden Einfällen und Motiven.“

„… Der Lacherfolg ist garantiert wie in den besten „Asterix“-Heften: feinsinnige Anspielungen für die gebildeten Stände, fürs Publikum ohne Latinum Hauruck-Klamauk. Damit die Moral der Filmgeschichte auch jeder versteht, bänkelt Konstantin Wecker mit einer Pauke durch die Handlung: „Der Wechsel ist schließlich ein Zahlungsversprechen. / Und kostet’s das Ansehn der Liberalen / Für alles im Leben muß man bezahlen.“ Aber solche Einlagen bleiben Fremdkörper in einem Film, der auf Gaudi aus ist. So hemmungslos albern ist deutsche Gegenwart auf der Leinwand noch nie vorgeführt worden (wobei am komischsten immer noch die Original-Einblendungen von Helmut Kohl sind): Schmidt überantwortet die Bonner Szene der blanken Lächerlichkeit. Die tötet zwar nicht, aber mit Sicherheit kann sie etwas demontieren …“